# Telemea de Ibănești
Il Telemea de Ibăneşti è un formaggio fresco rumeno, prodotto a Ibănești, Gurghiu e  Hodac in Transilvania. Dal 2016 è riconosciuto a livello europeo con la denominazione di origine protetta (DOP).

## Etimologia
Il nome telemea in romeno significa cagliato e proviene dal termine turco teleme.

## Caratteristiche
Il formaggio “Telemea de Ibăneşti” viene prodotto a Ibăneşti, nel distretto di Mureș. Il Telemea di Ibăneşti è un formaggio ottenuto attraverso una coagulazione acida del latte delle vacche allevate nella Valle di Gurghiu. L’unicità del prodotto è data sia dall’alimentazione degli animali, ma anche dall’acqua utilizzata per la salamoia. Si utilizza una salamoia da un pozzo d’acqua salata di Orşova, nel distretto di Mures, e poiché ha un alto contenuto di calcio e magnesio è l'ideale per la salamoia del formaggio. La tecnica di preparazione del formaggio segue ancora le regole di una volta, come anche gli utensili utilizzati. La maturazione del formaggio è una fase importante nel processo di fabbricazione perché essa copre un periodo di almeno 20 giorni.

## Utilizzo
Il telemea oltre che da solo viene utilizzato nella preparazione di insalate miste e di salatini e snack. Si consuma anche con l'apertitivo e come accompagnamento di diversi piatti di uso comune quali frittate, crepes e torte salate. Viene a volte  insaporito con il cumino dando al formaggio un retrogusto leggermente speziato.